# Smogolice
Smogolice (Duits: Bruchhausen) is een plaats in het Poolse district  Stargardzki, woiwodschap West-Pommeren. De plaats maakt deel uit van de gemeente Stargard Szczeciński en telt 87 inwoners.